# Szövén
Szövén (románul: Săveni) város Botoșani megyében, Moldvában, Romániában.

## Fekvése
A megye keleti részén helyezkedik el, a megyeszékhelytől, Botoșanitól 35 km-re, Dorohoitól 43 km-re, Darabanitól 41 km-re, a Prut folyótól pedig 25 km-re.

## Történelem
Első írásos említése 1546-ból való, Petru Rareș idejéből.
1818-ban engedélyezik a településen vásárok rendezését.

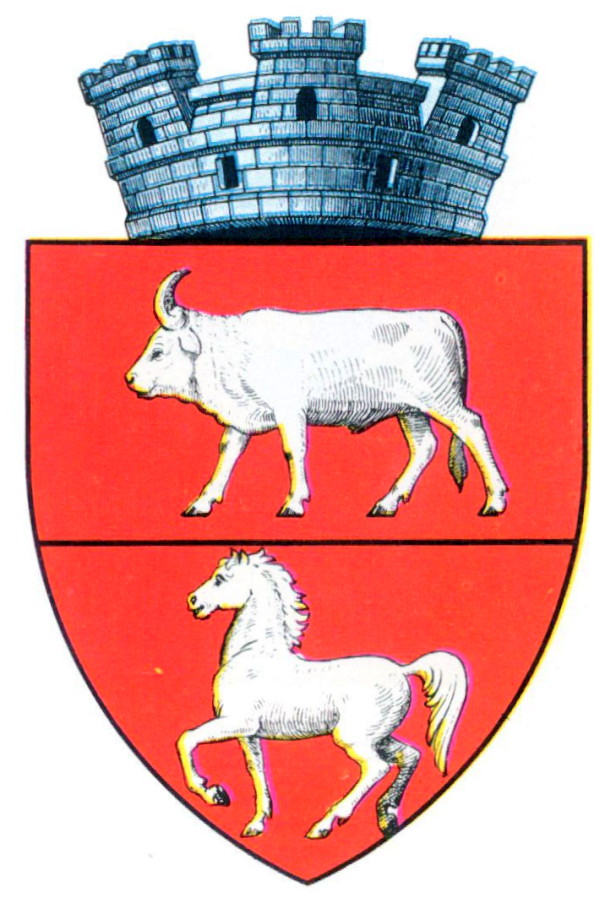
A város régi címere

Városi rangot 1968-ban kapott.

## Népesség
A város népességének alakulása:
- 1930 - 4953 lakos
- 1948 - 6470 lakos
- 1977 - 7345 lakos
- 1992 - 8475 lakos
- 2002 - 8145 lakos

A lakosság etnikai összetétele a 2002-es népszámlálási adatok alapján:
- Románok:  7981 (97,98%)
- Romák:  155 (1,90%)
- Zsidók:  4 (0,04%)
- Ukránok:  3 (0,03%)
- Magyarok:  1  (0,01%)
- Más etnikumúak:  1 (0,01%)

A lakosság 98,88%-a ortodox vallású (8054 lakos).

## Látnivalók
- Archeológiai Múzeum

## Gazdaság
Jelentősebb ágazatok: könnyűipar, textilipar, mezőgazdaság.

## Hírességek
- Alexandru Ciucă (1880–1972) állatorvos, egyetemi tanár, a Román Akadémia tagja
- Mihai Ciucă (1883–1969) bakteriológus és parazitológus, professzor, a Román Akadémia tagja
- Cristian Bădiliță (1968) teológus, publicista